# Pałac w Goli
Pałac w Goli – zabytkowy pałac, znajdujący się we wsi Gola, 70 km na południe od Poznania koło miasta Gostyń na trasie Leszno – Jarocin.
Pałac w stylu klasycystycznym został zbudowany pod koniec XVIII wieku dla Jana Radolińskiego, podkomorzyca wschowskiego. W 1801 Ignacy Radoliński  sprzedał posiadłość w Goli staroście kościańskiemu Andrzejowi Potworowskiemu herbu Dębno. Ukończenie budowy pałacu nastąpiło w 1827. W posiadaniu Potworowskich posiadłość pozostawała do 1939 r. Otoczony jest zabytkowym parkiem z dwoma stawami pełnymi ryb, żab i kaczek. Myśliwski wystrój oraz zabytkowe meble w stylowych wnętrzach. W pałacu mieścił się ośrodek konferencyjny. W 2024 został wystawiony na sprzedaż.